# Chakassië
Chakassië (Russisch: Хакасия, Chakasija; volledige naam: Республика Хакасия; Respoeblika Chakasija; Chakassisch: Хакасия Республиказы, Chakasija Respoeblikazy) is een republiek in de Russische Federatie, gelegen in het zuiden van Midden-Siberië.
Het Chakassisch is een Turkse taal met een co-officiële status in de republiek.
Chakassië heeft een waarnemersstatus binnen TÜRKSOY.

## Geschiedenis

### Prehistorie
De eerste bewoning van Chakassië vond plaats in het paleolithicum, toen pastorale nomaden jagers en vissers het land bevolkten.
Tijdens de brons- en ijzertijd viel het gebied achtereenvolgend onder de volgende culturen:
- Bronstijd
  - Afanasjevocultuur
  - Okoenevcultuur
  - Andronovocultuur
  - Karasoekcultuur
  - Tagarcultuur, geïdentificeerd met de Dingling uit Chinese bronnen
- IJzertijd
  - Tescultuur
  - Tasjtykcultuur, geïdentificeerd met de Kirgiezen.

Al in vroege tijden had Chakassië handelsverbindingen met Mongolië, China, Tibet en India.

### Vroege geschiedenis
In het gebied kwamen veel culturen samen. Oeraalse, Iraanse en Turkse volkeren botsten in slechte tijden, waardoor veel oorlogen uitbraken in de strijd om te overleven. In rustigere perioden vond er echter handel en culturele uitwisseling tussen hen plaats.
In 560 onderwierp de Göktürkenheerser Muqan Qaghan (r. 553-572) de gebieden aan de boven-Jenisej en zo verschenen de Kirgiezen als vazallen van het oostelijke Rijk der Göktürken. In die tijd produceerden de Kirgiezen ijzer en goud, dat zij volgens de Chinese kronieken "tandenknarsend" aan de Göktürken moesten afgeven. Hierdoor namen de Kirgizische vorsten contact op met de Chinese Tang-dynastie en gaven hen een jaarlijkse belasting (paarden), zodat ze ook een vazal van de Chinezen werden.
De Jenisej-Kirgiezen stichtten in de 8e eeuw de vroege Chakassische staat en worden gezien als de vroege voorouders van de Chakassen. Het waren vooral nomadische herders die aan de middenloop van de Jenisej leefden.

### Mongoolse invloeden

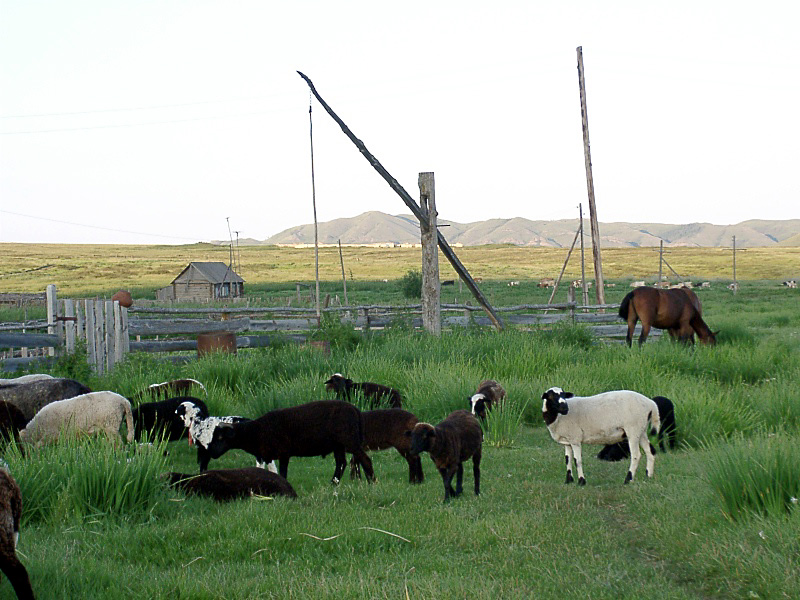
Waterbronnen in het dal van de Kioeg op 135 kilometer van de hoofdstad Abakan

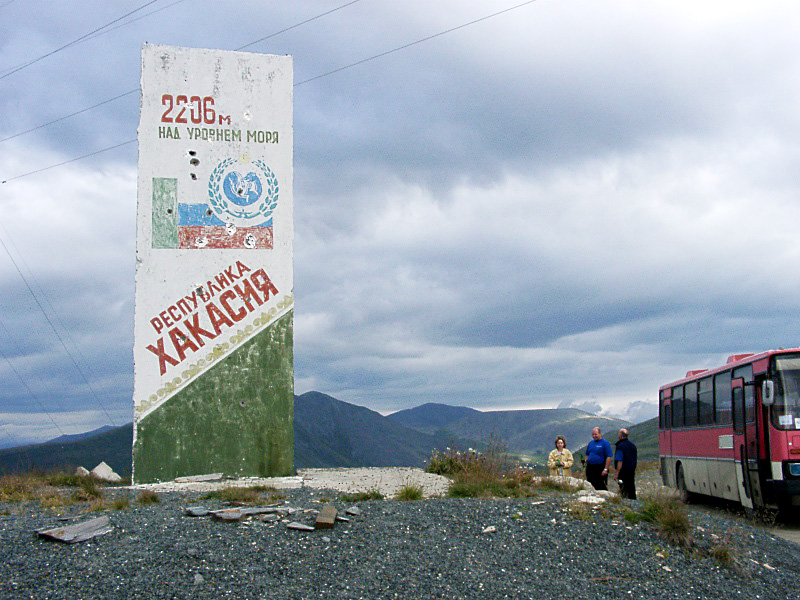
Sajanski-pas aan de grens met Toeva

In 1207 veroverde Genghis Khan het gebied en maakte de Jenisej-Kirgiezen tot zijn vazallen. In 1368 werd de Mongoolse heerschappij echter omvergeworpen en ontstond een machtsvacuüm, waarbinnen onder andere de Oiraten, Yesenya Khan en Altyn Khan (16e eeuw) voortdurend om de macht streden. De tijd van de overheersing door Mongoolse volken (13e tot 15e eeuw) werd gekenmerkt door een groot verlies aan mensenlevens, culturele neergang en de vernietiging van de Chakassische staat.

### De komst van de Russen
Ondertussen had de Russische tsaar Ivan Iv in 1552 Kazan veroverd, waardoor de weg naar Siberië open lag voor de Russische Kozakken en kolonisten. Begin 17e eeuw ontstond de staat Chakassië in het midden van de landen van de Jenisej-Kirgiezen, terwijl in dezelfde periode de Russen arriveerden. De Russen wisten geleidelijk aan hun macht over het gebied te vestigen vanuit hun versterkte houten nederzettingen (ostrogs). Voorbeelden hiervan waren Meletsk (1621), Krasnojarsk (1628), Kansk (1629) en Atsjinsk (1641). De eerste Russische plaats in Chakassië lag op de plaats van Abakan (1675). De nomadische volken in Chakassië waren geen partij voor de Russen en wisten zich bovendien niet te verenigen en werden daardoor een voor een onderworpen. Voorbeelden waren de Arini's in 1608 en de Sagais in 1620. In het voetspoor van de Russische forten volgde een stroom van Russische landbouwers. Pas in 1707, onder druk van Peter de Grote, werd de positie van het Russische Rijk in Chakassië echter geconsolideerd. In 1718 werd, om de macht definitief in handen te krijgen de ostrog Sajanski gebouwd.

### Annexatie, dejasaken Russische invloeden
In 1708, werden de stamgebieden van de Jenisej-Kirgiezen geannexeerd in het Russische Rijk en werden de lokale bevolkingsgroepen gedwongen om de jasak te betalen, daar zij voldeden aan het Russische criterium van "inorodtsy". De belasting bestond uit maximaal 6 sabelmarterhuiden per persoon. In ruil daarvoor werd hen "bescherming en burgerschap door Peter de Grote" beloofd. Het Chakassische gebied werd tijdens het Russische Rijk ingedeeld in 4 oejezden (Atsjinski, Koeznetski, Krasnojarski en Tomski), die elk werden geregeerd door een lokale prins. Hoewel de Russen de Chakassen aanvankelijk enige autonomie gaven en zich niet openlijk bemoeiden met het openbare Chakassische leven, werd elke opstand onderdrukt. Bij de belastinginning en het behouden van het Russische overwicht werden vaak Kozakken ingezet.
In de 19e eeuw werden veel Chakassen bekeerd tot de Russische orthodoxie en namen de Russische manier van leven over. Naast het christendom is het sjamanisme echter altijd een veel gepraktiseerd verschijnsel gebleven. De bevolking van de Russen nam ook sterk toe in deze periode. In 1822 was het aantal Russische nederzettingen reeds gegroeid tot 90. De culturele en economische ontwikkeling begon in die tijd steeds meer te groeien en er werd ook begonnen met het delven van grondstoffen.

### Sovjetinvloeden

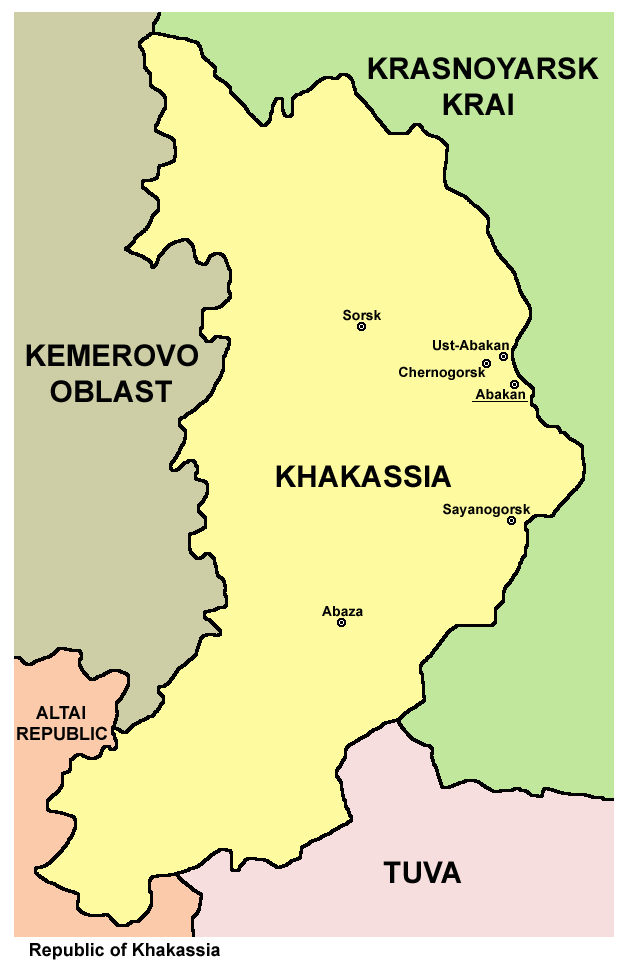

De Chakassen werden aan het einde van de 19e eeuw onderverdeeld in vijf etnische groepen; de Beltir, Katsja, Kojbal, Kyzyl en Sagaj. Na de Russische Revolutie van 1905 ontstond het streven naar autonomie onder de Chakassen. De Sovjets beschouwden de 5 groepen weer als 1 ("de Chakassen") en gaven hen tussen 1924 en 1930 hun eigen nationale district. Deze werd daarop op 10 oktober 1930 omgezet in de Chakassische Autonome Oblast, die onderdeel werd van de kraj Krasnojarsk van de RSFSR.

### Chakassië
In juli 1991 werd de Chakassische Autonome Oblast bestuurlijk omgezet naar de autonome republiek Chakassië. Haar huidige vorm kreeg ze in 1992. Door de val van de Sovjet-Unie en de economische crisis die er op volgde kwam de republiek in een neergaande spiraal terecht. In mei 1995 werd de grondwet van Chakassië aangenomen.

## Demografie
| 1926   | 1939    | 1959    | 1970    | 1979    | 1989    | 2002    |
| ------ | ------- | ------- | ------- | ------- | ------- | ------- |
| 88.850 | 272.730 | 411.047 | 445.824 | 498.384 | 568.605 | 546.072 |

## Foto's uit Chakassië

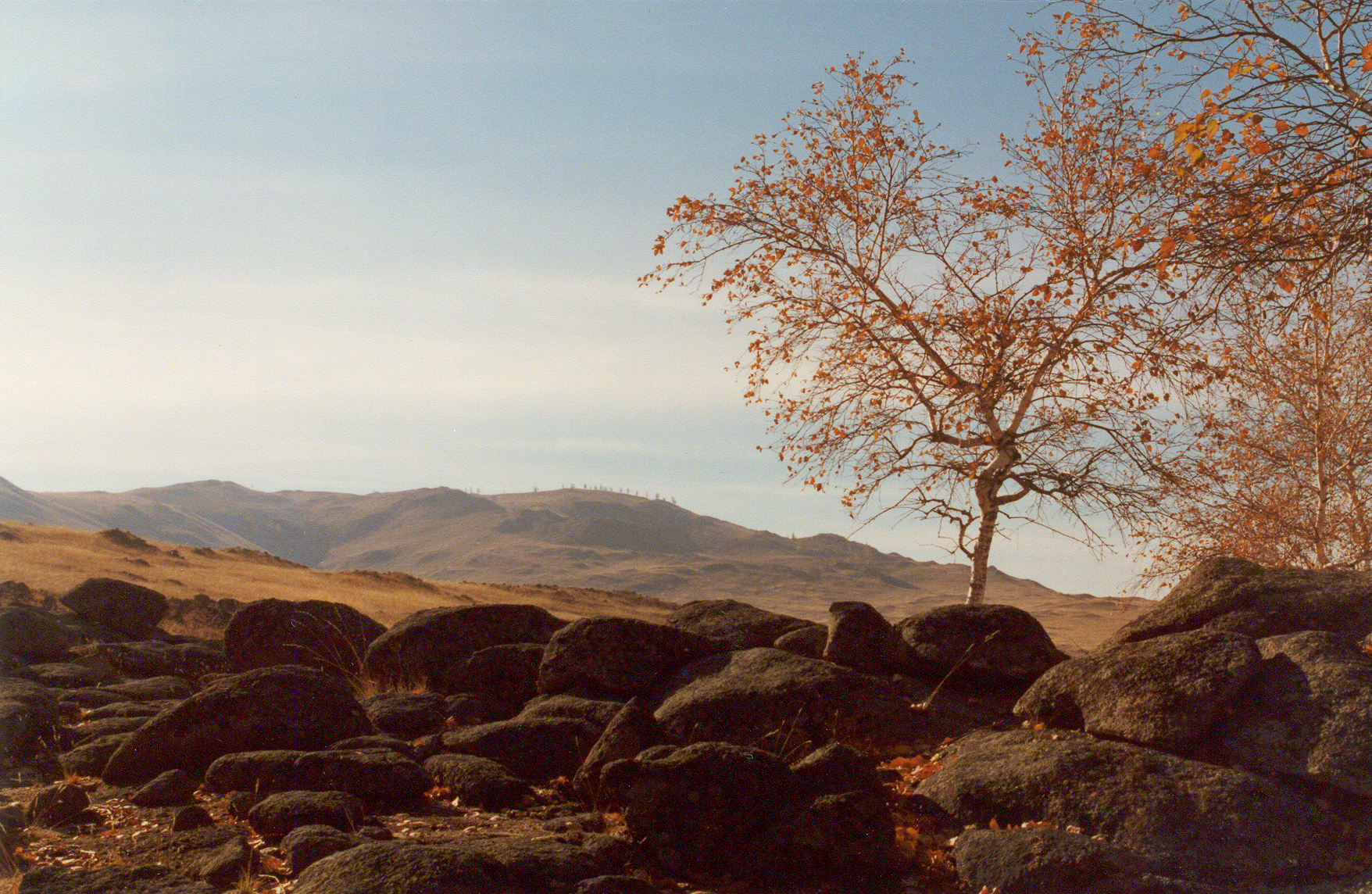
gezicht op Chakassië
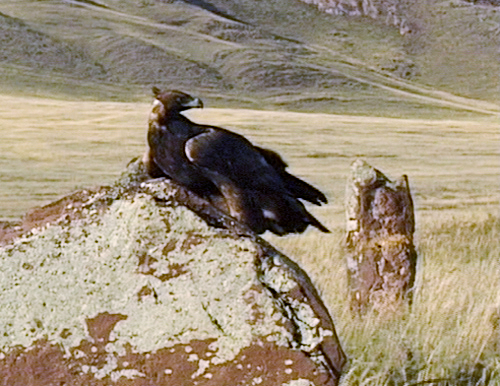
arend op een megaliet nabij het dorp Kazanovka
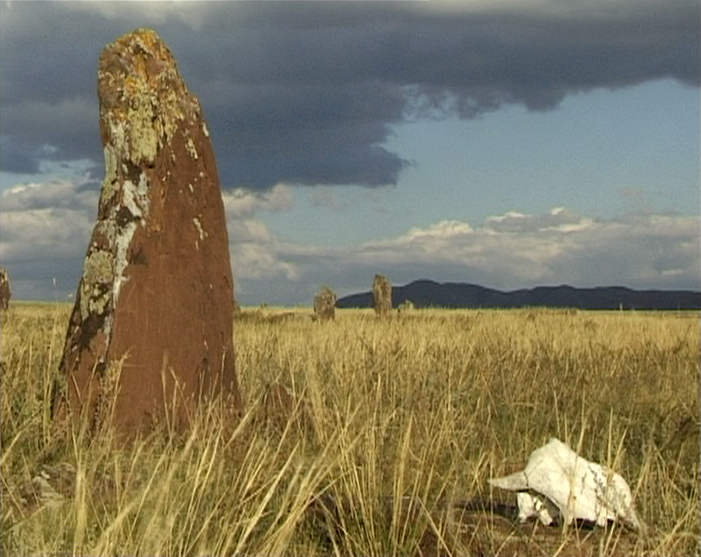
megaliet nabij het dorp Kazanovka
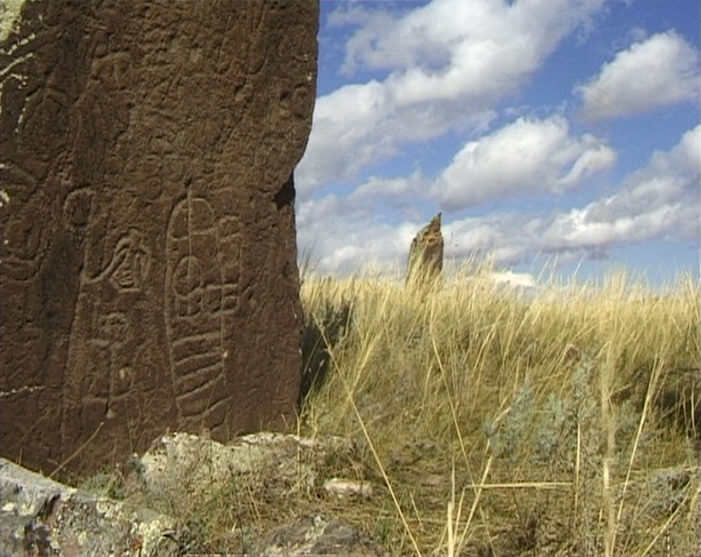
megaliet nabij het dorp Safronov
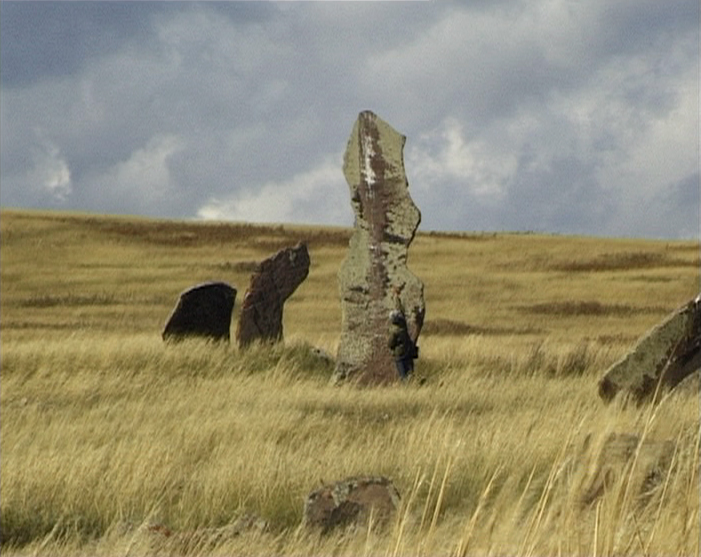
megaliet nabij het dorp Safronov
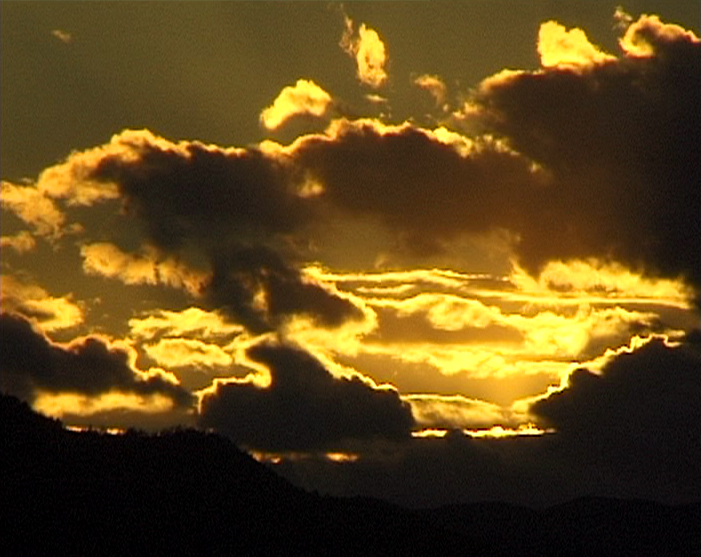
zonsopgang nabij het dorp Askiz
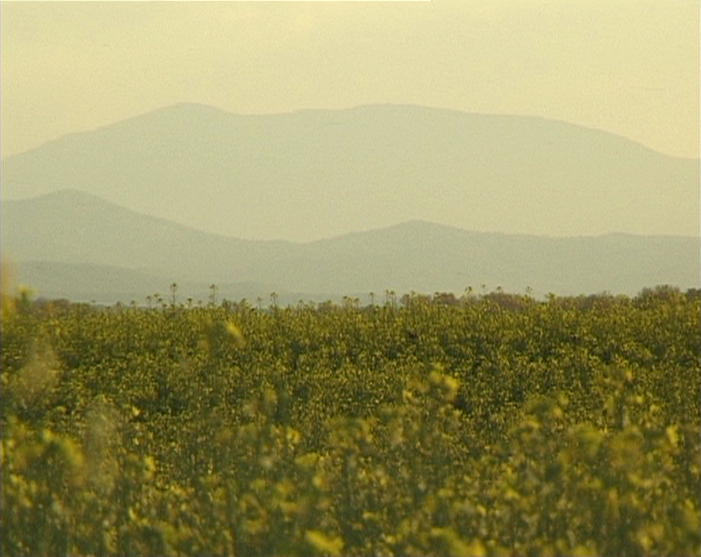
Koolzaadveld